# The Arabian Prince
The Arabian Prince, pseudonimo di Kim Renard Nazel (Compton, 17 giugno 1965), è un rapper, produttore discografico e disc jockey statunitense, noto soprattutto per la sua militanza nella band di west Coast rap degli N.W.A.

## Biografia
Ha iniziato la propria carriera nella Rapsur Records, etichetta di Russ Parr, pubblicando alcuni classici electro come Innovator e Strange Life. Pochi anni più tardi entrò nel gruppo rap N.W.A (acronimo di Niggaz With Attitudes) di Compton, partecipando ai loro primi due dischi N.W.A. and the Posse e Straight Outta Compton, rispettivamente del 1987 e 1988.
Ha ottenuto un successo molto limitato dopo l'abbandono degli NWA: Brother Arab raggiunse infatti appena le ultime posizione della R&B and pop charts nel 1989. Successivamente ha comunque lavorato soprattutto come Beatmaker per altri artisti della West Coast. È poi riapparso producendo alcuni videogiochi della Fox Interactive e Vivendi Universal nel 2000 ed è proprietario di uno studio di animazione 3D e della Video Game Production co.

## Discografia

### Album in studio
- 1984 - Strange Life (Rapsur)
- 1989 - Brother Arab (Orpheus Records)
- 1993 - Where's My Bytches (Da Bozak)

### Raccolte
- 1990 - Situation Hot (Macola)
- 2008 - Innovative Life: The Anthology, 1984-1989) (Stones Throw)
- 2008 - Professor X (Clone)

### Con gli N.W.A

#### Album
- 1987 - N.W.A. and the Posse
- 1988 - Straight Outta Compton